# Ardoukôba
L'Ardoukôba est un volcan de Djibouti apparu en 1978 et situé entre le Ghoubbet-el-Kharab et le lac Assal,.

## Toponymie
Originaire de la langue afar, ce terme signifie « couler rapidement ». Ardouk signifie « rapidement, avec vitesse ». Ôba veut dire « descendre, couler »[réf. souhaitée].

## Géographie

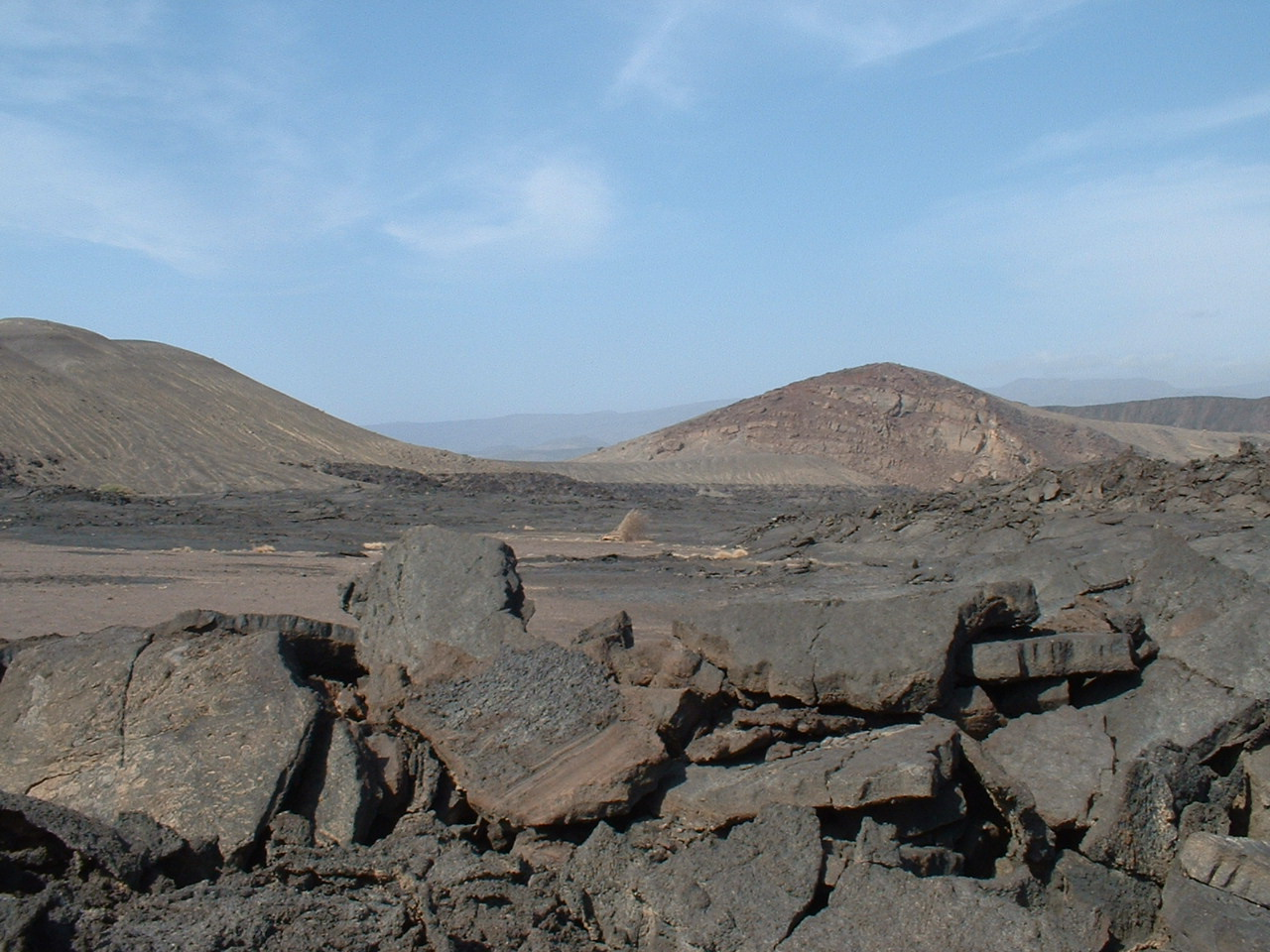
Paysage de l'Ardoukôba.

L'Ardoukôba est situé dans le centre de Djibouti, dans le sud de la région de Tadjourah, entouré par le lac Assal (−153 m) au nord-ouest qu'il sépare de l'extrémité ouest du Ghoubbet-el-Kharab (niveau de la mer) au sud-est, prolongement du golfe de Tadjourah.
Culminant à 298 mètres d'altitude, l'Ardoukôba est un volcan né d'une fissure volcanique et composé d'un amoncellement de scories basaltiques formant trois cônes laissant s'échapper deux coulées de lave basaltique fluide. Ces caractéristiques éruptives classent l'Ardoukôba parmi les volcans rouges alimentés par un magma de rift. Cette fissure volcanique orientée nord-ouest-sud-est fait partie du système de failles de la vallée du Grand Rift entre le bloc Danakil au nord-est et la dépression de l'Afar au sud-ouest,.

## Histoire

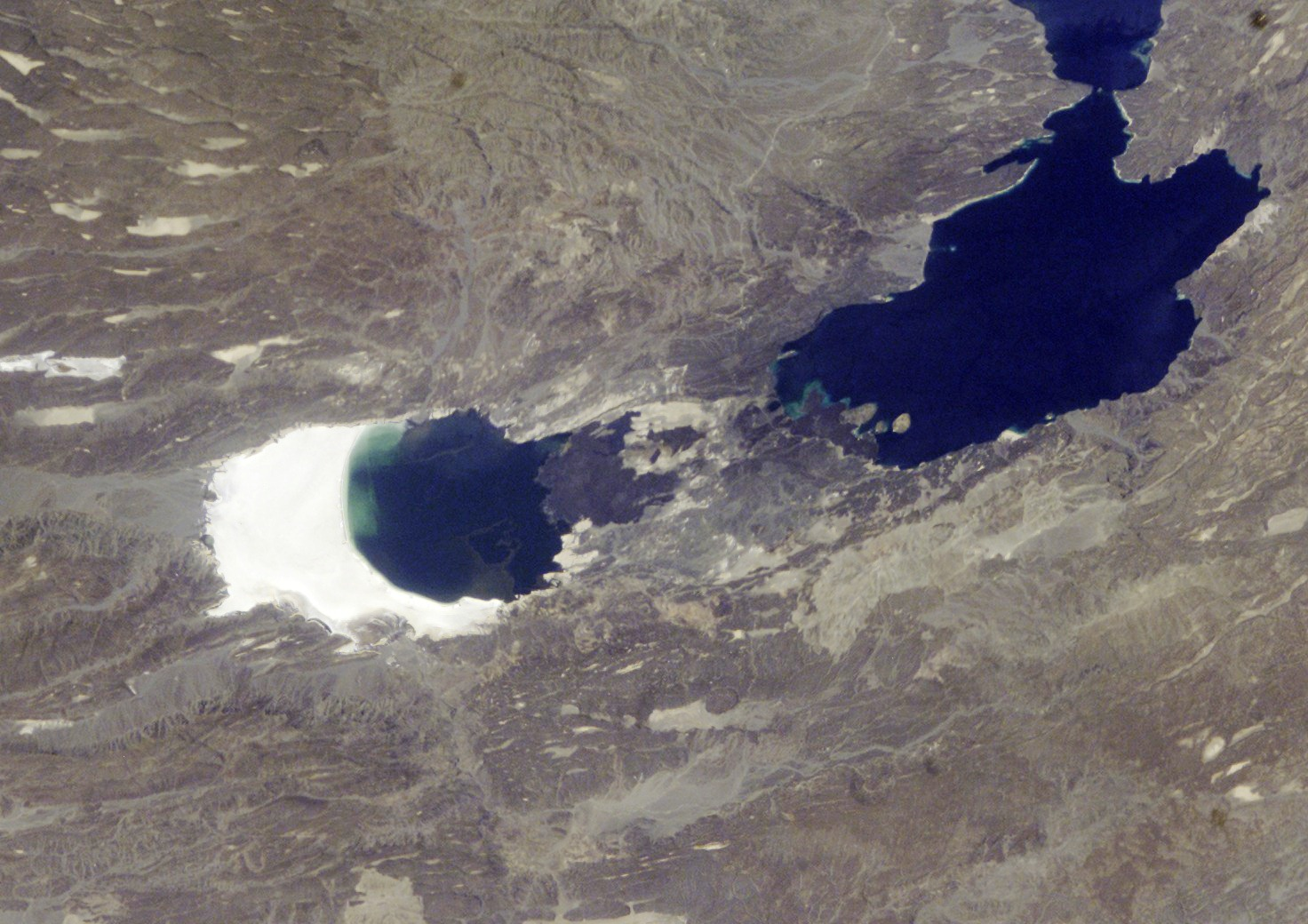
Image satellite du lac Assal (à gauche) séparé du Ghoubbet-el-Kharab (à droite) par l'Ardoukôba.

L'Ardoukôba n'a connu qu'une seule éruption, celle de sa naissance, du 7 au 14 novembre 1978 qui succède à un repos volcanique de 3 000 ans dans cette partie du rift,.
Précédant le début de l'éruption, un total de 800 séismes de magnitude inférieure à 3,3 se produisent pendant 24 heures à six kilomètres de l'Ardoukôba, en direction du Ghoubbet-el-Kharab. Un épisode de forte émission de gaz volcaniques se déclenche juste avant l'ouverture d'une fissure de 500 mètres de longueur par laquelle de la lave basaltique fluide s'échappe en trois points, formant rapidement autant de cônes de scories par lesquelles s'échappent deux coulées de lave qui s'écoulent sur le fond du rift en direction du lac Assal et du Ghoubbet-el-Kharab. L'émission de lave est accompagnée par la formation d'un panache volcanique atteignant une hauteur de 300 mètres ainsi que par la projection de téphras jusqu'à une hauteur de 70 mètres. Le débit initial de 500 000 m3 de lave par heure chute au bout du cinquième à sixième jour après le début de l'éruption. Ce faisant, un seul cône, le Gira-le-Koma haut de trente mètres, long de 200 mètres et large de 25 mètres, reste actif à partir du neuvième jour. Il contient un lac de lave qui perdure jusqu'au treizième jour et les seules laves émises, sous la forme de scories et de bombes volcaniques, le sont jusqu'au lendemain ce qui marque la fin de l'éruption.
Au cours de cette éruption hawaïenne typique des volcans rouges alimentés par un rift, un total de douze millions de mètres cubes de lave basaltique fluide a été émis,,. Les coulées de lave sont généralement de un à deux mètres d'épaisseur mais peuvent atteindre une épaisseur de 25 mètres. Vingt-cinq fissures normales et parallèles de un millimètre à deux mètres de largeur se sont ouvertes selon une orientation nord-ouest - sud-est, traduisant la formation d'un escarpement de cinquante centimètres de hauteur.